# Hieracium harjuense
Hieracium harjuense es una especie de planta con flor del género Hieracium, de la familia Asteraceae, orden Asterales.

## Distribución
Hieracium harjuense se distribuye por Estonia.

## Taxonomía
Fue descrita científicamente por A. N. Sennikov.
Tratamiento taxonómico
La especie aparece registrada y publicada en Bot. Zhurn. (Moscow & Leningrad).